# ダッジ・アスペン
アスペン（Aspen）は、アメリカ合衆国のクライスラーが1975年から1980年の間、ダッジブランドで生産したコンパクトカーである。

## 概要

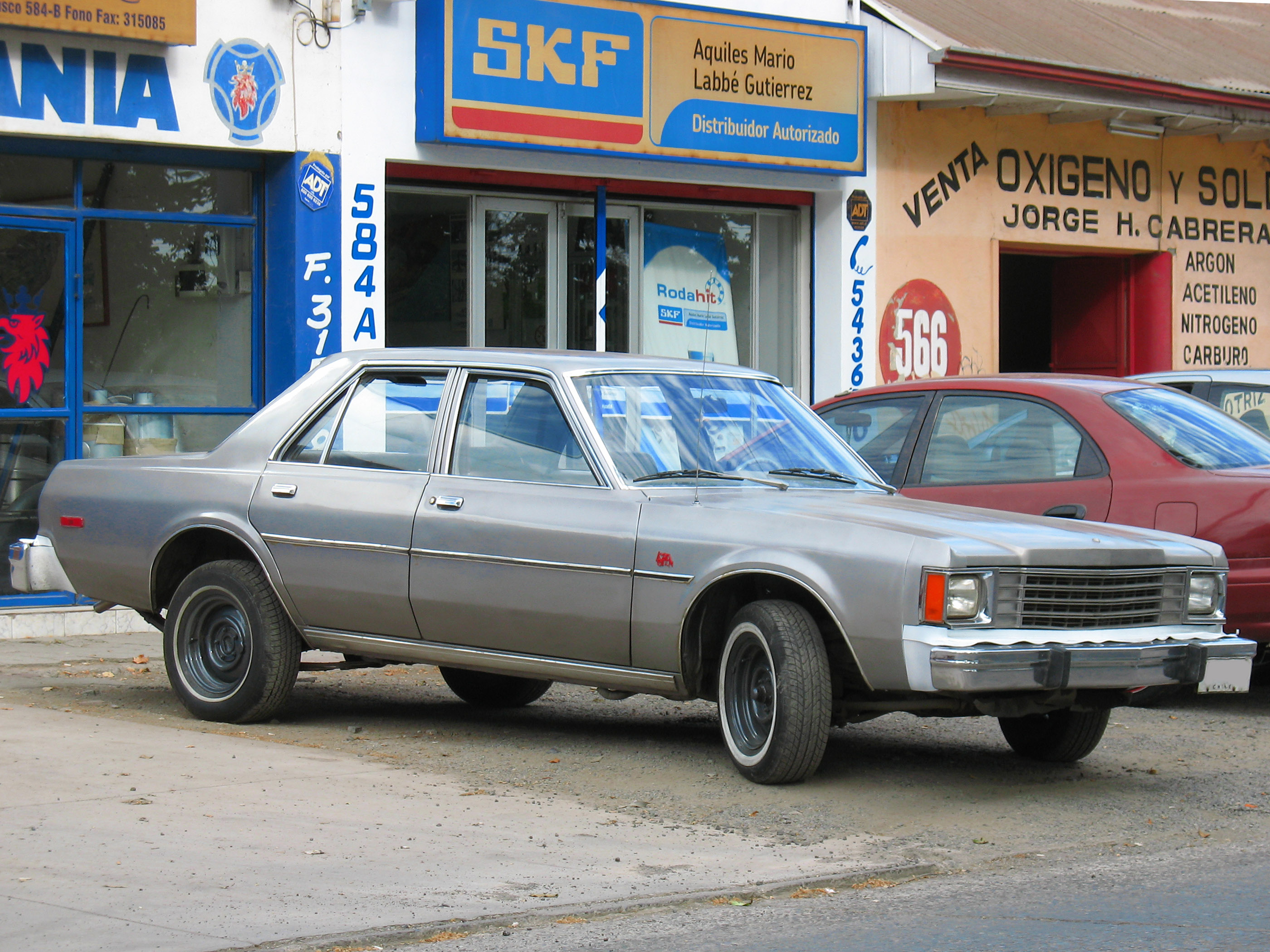
1980年型アスペン

アスペンは1975年秋、プリムスブランドの姉妹車であるヴォラーレと共に1976年モデルとして登場した。クライスラー・Fプラットフォームを採用しており、これはクライスラー・Aプラットフォームを用いる ダッジ・ダート/プリムス・ヴァリアント/プリムス・ダスターの後継モデルという位置づけであった。ただし、初年度の1976年モデルのみ併売されている。
ボディバリエーションは4ドアセダン、2ドアクーペ、ステーションワゴンの3種が設定された。エンジンは3.7 Lの直列6気筒と5.2 L/5.9 LのV型8気筒の3種類で、後輪を駆動した。
1980年モデルでは角形ヘッドランプを用いるなどフロントマスクをモダナイズした。同年で生産を終了し、翌1981年登場の前輪駆動車、ダッジ・アリエスが後継となった。
1976年には英モータートレンド誌のモータートレンド・カーオブザイヤーに選ばれている。
スイスの中小自動車メーカーモンテヴェルディは1977年から1979年にかけて、この車をベースにした高級サルーン、シエラを販売した。
なお、同じクライスラー社により2007年 - 2008年モデルイヤーに販売されたSUVのクライスラー・アスペンとの関係はない。

## 設計
燃費節減のため、開発には風洞を用いて抗力低減から横風安定性、風切り音、換気性能までの幅広い研究が行われた。結果、フロントエンドの輪郭は丸められ、内部の空気流ダクトが改善された。    
ボディ設計には、当時最新のコンピューター技術が使われた。また、ユニットボディの開発では、金属で形成する前に応力点を示すプラスチック製の模型が使われた。
生産にあたっては以前の車種より薄いガラス、より軽量なサイドドアビーム、従来の軟鋼の4倍の強度をもつ高張力鋼製のブラケットおよび補強材を使用することで、最大限の燃費を実現するための軽量化が達成された。 また、プレス部品の数を減らした結果、パネルの整合性が向上し、溶接も少なく済んだ。   
加えて、アスペンは運転視界が向上しており、他のダッジのコンパクトカーと比較して、総ガラス面積がアスペンは2ドアモデルで25％、セダンで33％多くなった。  
キャスターやキャンバーなどのホイールアライメント調整は、ホイールハウス上のプレートを取り外すことで行うことができた。サスペンションについては、新しい横置きトーションバーは、クライスラーが1957年に導入して以来Fプラットフォームがリリースされるまでのすべてのモデルで使用されていた、伝統的な縦置きトーションバーからの大幅な転換で あり、横（左右）方向のバーは幾何学的に有利なものではなかったが、スペースと重量を節約できる結果となった。さらに、新しいフロントサスペンションは前後方向のコンプライアンスが柔らかく、衝撃に対し上下だけでなく後ろにも動くことで、乗り心地を改善すると宣伝された。

## マーケティング
テレビCMにはレックス・ハリソンが起用され、1976年のテレビCMでは彼の往年の名作『マイ・フェア・レディ』の「アスコット・ガヴォット」を模したシーンが制作された。
一方、ヴォラーレにはテナー歌手のセルジオ・フランチが起用され、CMの最後で「ボラーレ」の一節を歌った。